# Yūgumo (Schiff, 1941)
Die Yūgumo (japanisch 夕雲 ‚Abendwolken‘) war das Typschiff der Zerstörer der Yūgumo-Klasse, die im Zweiten Weltkrieg für die Kaiserlich Japanische Marine gebaut wurde und die 20 Schiffe umfasste. Die Indienststellung fand am 5. Dezember 1941 unter dem Kommando von Kaigun-chūsa (Fregattenkapitän) Semba Shigeo statt und das Schiff wurde der 10. Zerstörer-Division unterstellt. Diese Division wurde am 10. April 1941 dem 10. Zerstörer-Geschwader (1. Flotte) zugewiesen.

## Entwurf
Die Yūgumo Klasse war eine Wiederholung der vorhergehenden Kagerō-Klasse mit einigen Verbesserungen. Der Erhöhungswinkel der sechs 12,7-cm-Geschütze wurde von 55° auf 75° erhöht, um die Flugabwehr zu erleichtern, die Brücke wurde stromlinienförmig, um den Luftwiderstand zu verringern und die Stabilität zu verbessern, die Dreibeinmasten wurden verändert, um Radarantennen zu tragen. Im Laufe des Krieges wurde ein Typ-22-Seezielradar und ein Typ-13-Luftzielradar eingebaut.

## Einsatz

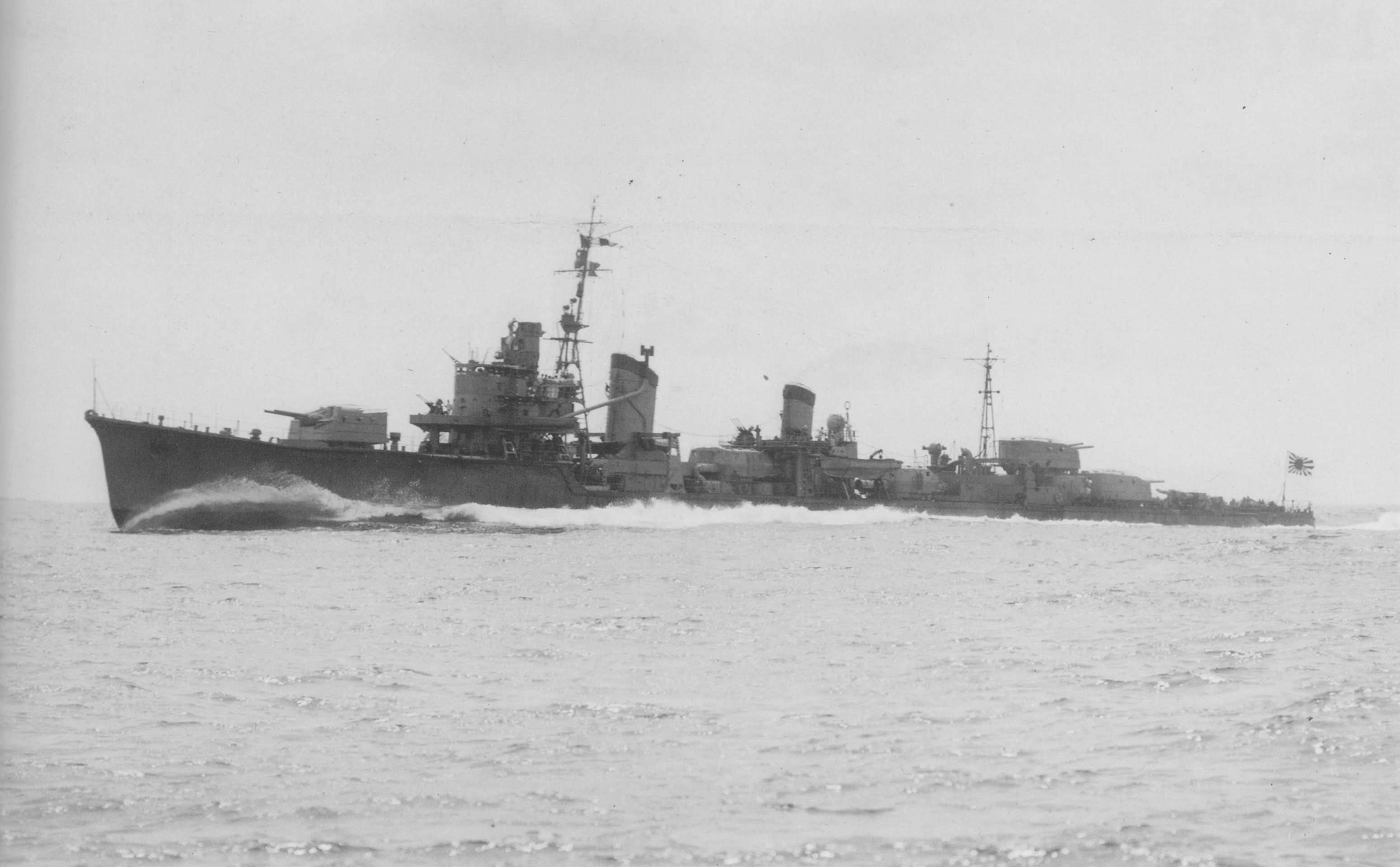
Die Hayanami, Schwesterschiff der Yūgumo

Die Yūgumo unternahm nach ihrer Indienststellung mit anderen Schiffen Patrouillen- und Geleitfahrten vor der Ostküste Japans. Am 25. Mai 1942 lief die Yūgumo vom Ankerplatz Hashirajima am südlichen Ende der Bucht von Hiroshima mit der 1. Trägerflotte unter Vizeadmiral Nagumo Chūichi zum Angriff auf Midway aus. Die Yūgumo blieb in der Seeschlacht bei Midway unbeschädigt und war an dem vergeblichen Versuch der Rettung des Trägers Hiryū beteiligt.
Ende August 1942 lief die Yūgumo immer noch als Teil der 10. Zerstörerdivision mit der verbliebenen Trägerflotte unter Admiral Nagumo zu den Salomonen aus, um in die Kämpfe auf Guadalcanal einzugreifen. Daraus entwickelte sich die Seeschlacht bei den Ost-Salomonen, die die Yūgumo wiederum unbeschädigt überstand. Ende Oktober war die Yūgumo mit der 10. Zerstörerdivision Teil der Flotte von Admiral Abe Hiroaki und nahm an der Schlacht bei den Santa-Cruz-Inseln teil. Ab November führte die Yūgumo Transporte nach Guadalcanal und nach Buna (Papua-Neuguinea) durch. Im Februar 1943 führte sie Transportfahrten bei der Evakuierung von Guadalcanal (Operation Ke) und von der Inselgruppe der Russell-Inseln in den Salomonen durch und Anfang April transportierte sie Truppen nach Kolombangara.
Am 22. Juli 1943 lief ein japanischer Flottenverband mit drei Leichten Kreuzern, zwölf Zerstörern, darunter die Yūgumo, einer Fregatte und einem Tanker von Paramushiro aus, um die Besatzung der abgeschnittenen Insel Kiska zu evakuieren. Ein Kreuzer, ein Zerstörer sowie die Fregatte mussten mit Maschinenproblemen umkehren, aber den übrigen Schiffen gelang es, von den Alliierten unbemerkt, 479 Soldaten nach Japan zurückzubringen. Am 2. Oktober 1943 evakuierte die Yūgumo Truppen von Kolombangara. In der Nacht vom 6. auf den 7. Oktober 1943 befand sich die Yūgumo auf einer Fahrt nach Vella Lavella. Auf der Rückfahrt traf der japanische Verband, der aus 9 Zerstörern und 30 Barkassen bestand und schon mit etwa 600 evakuierten Soldaten an Bord, gegen 23 Uhr auf drei Zerstörer der US Navy. Es entwickelte sich die Schlacht bei Vella Lavella. Beide Seiten schossen Torpedos ab und eröffneten das Artilleriefeuer. Die Torpedos der Yūgumo trafen die amerikanische Chevalier und beschädigten sie irreparabel. Ein anderer US-Zerstörer rammte die Chevalier und wurde ebenfalls schwer beschädigt und auch der dritte Zerstörer der Navy wurde von einem Torpedo getroffen. Aber auch die Yūgumo erhielt einen Torpedotreffer und wurde durch Artilleriefeuer beschädigt, so dass sie mit dem Verlust von 138 Mann, darunter auch der Kommandant Osako, auf Position 7° 33′ 48″ S, 156° 14′ 30″ O sank.